# Запоминающая электронно-лучевая трубка

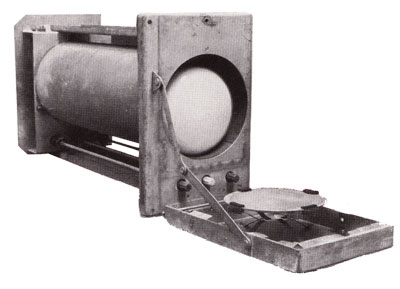
Трубка Уильямса

Запоминающая электронно-лучевая трубка (также известная как трубка Уильямса, англ. Williams tube) — запоминающее устройство на основе электронно-лучевой трубки. Запоминающие трубки использовались в качестве памяти на некоторых ранних компьютерах.

## Принцип работы
При попадании электронного луча на точку p на люминофорном экране ЭЛТ происходит вторичная эмиссия, и участок люминофора в точке p обретает положительный заряд. Если луч отключается сразу, то благодаря электрическому сопротивлению люминофорного слоя точка положительного заряда некоторое время (долю секунды) держится на экране. Однако если луч не отключается, а отклоняется в сторону от p, рисуя «тире» на экране трубки, то электроны, испущенные в процессе вторичной эмиссии под лучом, поглощаются люминофором в точке p, и точка p обретает нейтральный заряд. Таким образом, выделив на экране некое количество точек p1…pN, можно записать N битов информации (точка без заряда означает 1, точка с положительным зарядом — 0).
Для считывания информации к внешней стороне экрана прикрепляется пластина с электродами. На точку p снова направляется электронный луч. Происходит вторичная эмиссия электронов, и точка обретает положительный заряд независимо от того, какой заряд она имела до этого. Электрод на внешней стороне экрана позволяет измерить величину изменения заряда точки, то есть определить её изначальный заряд, и, следовательно, значение данного бита. Процесс считывания уничтожает информацию, которая хранится в точке, следовательно, после считывания каждого бита необходимо повторно записать значение бита на люминофор.
Люминофор быстро теряет заряд, поэтому необходимо регулярно считывать и перезаписывать записанную информацию (аналогично процессу регенерации в современной памяти DRAM).

## История развития и применения
В 1946 году британский инженер-радарщик Фредерик Уильямс изобрёл запоминающее устройство на основе электронно-лучевой трубки и в декабре подал заявку на патент. Изобретение Уильямса имело ёмкость всего в один бит. В 1947—1948 гг. Уильямсу и Томасу Килберну в Университете Манчестера удалось значительно усовершенствовать изначальную конструкцию и создать трубку с ёмкостью 2048 битов. А летом 1948 года появился первый компьютер с памятью на трубках их конструкции — Манчестерская МЭМ.
Трубки Уильямса применялись в качестве оперативной памяти на ряде компьютеров 1940-х и первой половины 1950-х годов, в том числе на британских Манчестерском Марк I (1949) и Ferranti Mark 1 (1951); американских IBM 701 (1952) и 702 (1953). В СССР в качестве памяти электронно-лучевые трубки применялись в машине М-1 (1951) и первых вариантах ЭВМ «Стрела» (1953). После изобретения ферритовой памяти запоминающие электронно-лучевые трубки вышли из употребления.